# Kellett KD-1
Le Kellett KD-1 était un autogire civil et militaire américain. Conçu par la Kellett Autogiro Corporation, il fut le premier aéronef à voilure tournante utilisé par l'US Army, portant alors la désignation de YG-1.
Il fut aussi l'appareil qui inaugura le premier service postal aérien faisant appel à un aéronef à voilure tournante.

## Conception et développement
Au milieu des années 1930, tirant parti de l'expérience acquise grâce à la construction d'autogires Cierva sous licence, la compagnie Kellett développa le KD-1, qui était similaire au Cierva C.30 contemporain. Premier autogire de Kellett à utiliser le contrôle direct — ce qui explique la présence du « D » dans « KD-1 » —, il possédait deux cockpits ouverts, une roulette de queue fixe et était propulsé par un moteur à 7 cylindres en étoile Jacobs L-4MA de 225 ch (168 kW). Contrairement aux autres modèles de Kellet, les K-1X, K-2, K-3 et K-4, le KD-1 utilisait un rotor inclinable pour s'orienter. Le système jusque-là préféré faisait appel à une queue et des ailes conventionnelles, mais s'était révélé inadapté. Wallace Kellet effectua donc un voyage vers la compagnie Cierva pour inspecter le C.30 et étudier son fonctionnement, ce qui expliquait la similarité entre les deux modèles.

## Caractéristiques techniques
Comme le Cierva C.30, le KD-1 était un autogire dépourvu d'ailes et doté de deux sièges en tandem. La propulsion était assurée par un moteur à 7 cylindres en étoile Jacobs L-4MA de 225 ch (165 kW), entraînant une hélice Curtiss Reed à pas fixe de 2,57 m de diamètre. Les pales du rotor de sustentation, qui avaient une taille réduite par rapport à celles des modèles précédents, avaient un profil de type Göttingen 606. Elles étaient dotées d'une structure à nervures en acier, recouvertes de contreplaqué à trois épaisseurs. Le mat de support du rotor était fait de tubes en acier et l'arbre vertical d'entraînement, qui ne servait qu'à lancer le rotor avant le décollage, était recouvert d'un carénage en aluminium. Ce carénage abritait également un frein de rotor et un embrayage, qui permettait une connexion en douceur entre le moteur et le rotor, ainsi que leur déconnexion avant le décollage.
La cellule de l'appareil était de construction conventionnelle, avec un fuselage réalisé en tubes soudés, recouverts de panneaux en aluminium à l'avant et de tissu à l'arrière. L'inclinaison des surfaces horizontales de la queue — qui avaient un profil inversé — pouvait être ajustée au sol. Les plans verticaux étaient installés sous les plans horizontaux afin d'éviter les contacts avec le rotor en mouvement de l'appareil.

## Histoire opérationnelle

### Poste aérienne
Le prototype, immatriculé NX14742, démontra ses capacités de décollage court en décollant directement depuis le toit du bureau de poste de dix étages de Philadelphie, situé sur la 30th Street, et transportant des sacs de courrier sur dix kilomètres vers l'aéroport de Camden, près du fleuve Delaware. L'avion fut ainsi le premier autogire au monde à transporter du courrier par voie aérienne. Après les essais du prototype, une version dérivée commerciale, désignée KD-1A, fut mise en production. Le KD-1A était doté d'un rotor à trois pales, qui pouvait être repliées, et disposait de plusieurs améliorations mineures. 
À la suite d'un appel d'offres lancé par l'administration postale, la compagnie Eastern Air Lines se vit attribuer le contrat d'exploitation de la ligne et acheta un KD-1B à Kellett. Le KD-1B était un KD-1A avec un cockpit fermé coulissant pour le pilote et un cockpit avant fermé par un capot pour le courrier. Le 6 juillet 1939, la Eastern Air Lines inaugura le premier service postal aérien par voilure tournante au monde. Elle exploita ce service cinq fois par jour de juillet 1939 à juillet 1940, effectuant plus de 2 300 décollages et atterrissages depuis le toit du bâtiment des postes et emportant 135 kg de courrier à chaque rotation. Il n'y eut qu'un seul accident notable sur toute la période d'exploitation, lorsqu'une rafale de vent fit rouler la machine sur le toit. Elle était toutefois largement réparable et cela n'influa que très peu sur le reste des opérations.

### Usage militaire

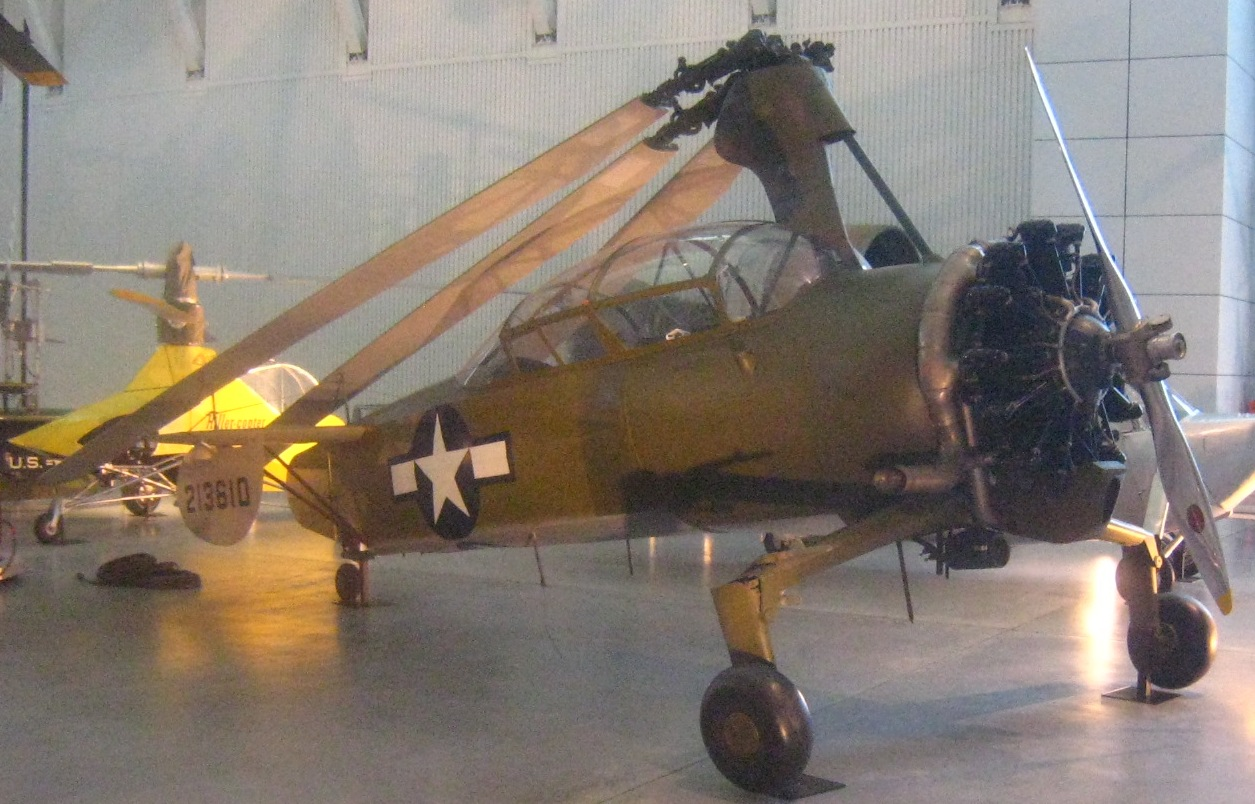
Un XO-60, exposé au Steven F. Udvar-Hazy Center.

En 1935, l'US Army Air Corps (USAAC) acheta un KD-1 pour évaluer ses capacités et sa possibilité d'être adapté à une utilisation militaire. Il fut alors redésigné YG-1 — la lettre « G » correspondant à « gyrocopter » entre 1935 et 1939 — et reçut le numéro de série de l'USAAC 35-278. Kellett tenta d'améliorer la conception de l'appareil en créant la version KD-1A, qui reçut un démarreur électrique et quelques améliorations mineures. L'USAAC reçut un YG-1A, doté d'une radio supplémentaire, puis acquit sept autres machines en 1937 sous la désignation d'YG-1B, portant les numéros de série 37-635 et 37-377 à 37-382. Leur capacité interne en carburant fut réduite, passant de 44 à 30 gallons (de 166,5 à 113,5 litres). Cinq des sept appareils furent ensuite utilisés dans le cadre d'un programme de formation pour les observateurs d'artillerie aériens et pour des vols de liaison. Les deux autres Kellett furent utilisés pour le développement du concept d'autogire. Après leur service au sein des unités militaires, les cinq YG-1B furent initialement placés à la frontière du Texas par le service de protection des frontières des États-Unis. Ils finirent ensuite leur carrière aux mains de pilotes privés. L'un d'eux arriva tout de même à Toronto au Canada, chez Leavens Brothers, mais il fut détruit dans un accident lors d'un décollage.
Les deux exemplaires d'YG-1B restés entre les mains de l'USAAC retournèrent au service sous les désignations de XR-2 et XR-3, bien que la lettre « R » — pour « Rotary wing », « voilure tournante » — fut initialement prévue pour n'être employée que pour les hélicoptères. Le XR-2, qui avait reçu initialement la désignation d'YG-1C, avait pour objectif d'améliorer les caractéristiques au décollage des autogires. Il possédait également certains systèmes qui devaient plus tard être installés dans la future version proposée, le XO-60. Il était propulsé par un moteur en étoile Jacobs R-915 à sept cylindres en étoile, développant une puissance de 285 ch et entraînant une hélice Hamilton Standard à vitesse constante. Toutefois, il ne vola jamais, en raison d'un problème d'amortissement des vibrations apparu lors des essais de roulage, qui fit entrer toute la machine en résonance et la détruisit totalement. Le XR-3 fut utilisé pour développer le système de rotor prévu pour le futur XR-8. À la fin du programme d'essais, General Electric acheta le XR-3, pour le tester dans le cadre de ses recherches sur les autogires effectuées au nouveau centre de recherches de Schenectady, dans l'État de New-York. Il fut ensuite transféré à l'école d'aéronautique de Teterboro, dans le New Jersey, pour des formations techniques, puis fut finalement racheté par un particulier de Harrisburg, en Pennsylvanie.
En 1940, l'USAAC commanda le XO-60, une version améliorée des KD-1A/YG-1B issue d'une demande pour un moteur offrant de meilleures performances, une charge utile plus importante et des caractéristiques de décollage améliorées. L'unique exemplaire produit de cet appareil fut cependant suivi par six exemplaires de la version YO-60, propulsée par un moteur Jacobs R-915-3 de 300 ch (224 kW) et devant effectuer des essais sur le terrain. Dans ces machines, pour la première fois le pilote était assis à l'avant, tandis que l'observateur était assis sur le siège arrière, qui était pivotant, et disposait d'une petite table de travail pour noter ses observations. Les deux cockpits étaient dotés d'une verrière à charnières, et le pilote disposait en plus d'une section inférieure transparente. Les parois latérales étaient aplaties à l'arrière et la verrière était bombée, afin de donner à l'observateur une vue plus dégagée sur le terrain. Les appareils subirent de nombreux tests d'aptitude à l'emploi militaire, mais il fut conclu que les coûts d'approvisionnement et d'entretien seraient trop élevés par rapport à ceux d'avions légers pouvant effectuer les mêmes tâches. En outre, le développement des hélicoptères avait entre-temps bien progressé, et ceux-ci représentaient désormais eux-aussi une concurrence pour les autogires.

### Exemplaire de la NASA
La NASA reçut plus tard un YO-60 provenant de l'USAAC, qui fut détruit pendant ses essais en vol.

### Copie japonaise
Au Japon, l'armée impériale se montra également très intéressée par le développement des autogires aux États-Unis. 
Un KD-1A, avait été importé en 1939 mais avait été endommagé au-delà du réparable juste après son arrivée sur le territoire. La Kayaba Industry fut chargée par l'armée japonaise de développer une machine similaire, et un premier prototype désigné Ka-1 — qui n'était essentiellement rien d'autre qu'un Kellett KD-1A réparé et équipé d'un moteur Argus As 10C de 240 ch — prit l'air le 26 mai 1941. Le Ka-1 fut initialement développé comme plateforme d'observation et pour du marquage d'artillerie. L'armée japonaise apprécia beaucoup les capacités de décollage très court de l'appareil et ses faibles besoins en maintenance, et sa production en série démarra en 1941, débouchant sur la fabrication d'environ 240 exemplaires. Certains furent affectés à des missions de patrouille anti-sous-marine et équipés de grenades sous-marines. Ils étaient essentiellement basés sur le porte-avions Akitsu Maru, avant sa destruction par un sous-marin américain.

## Versions

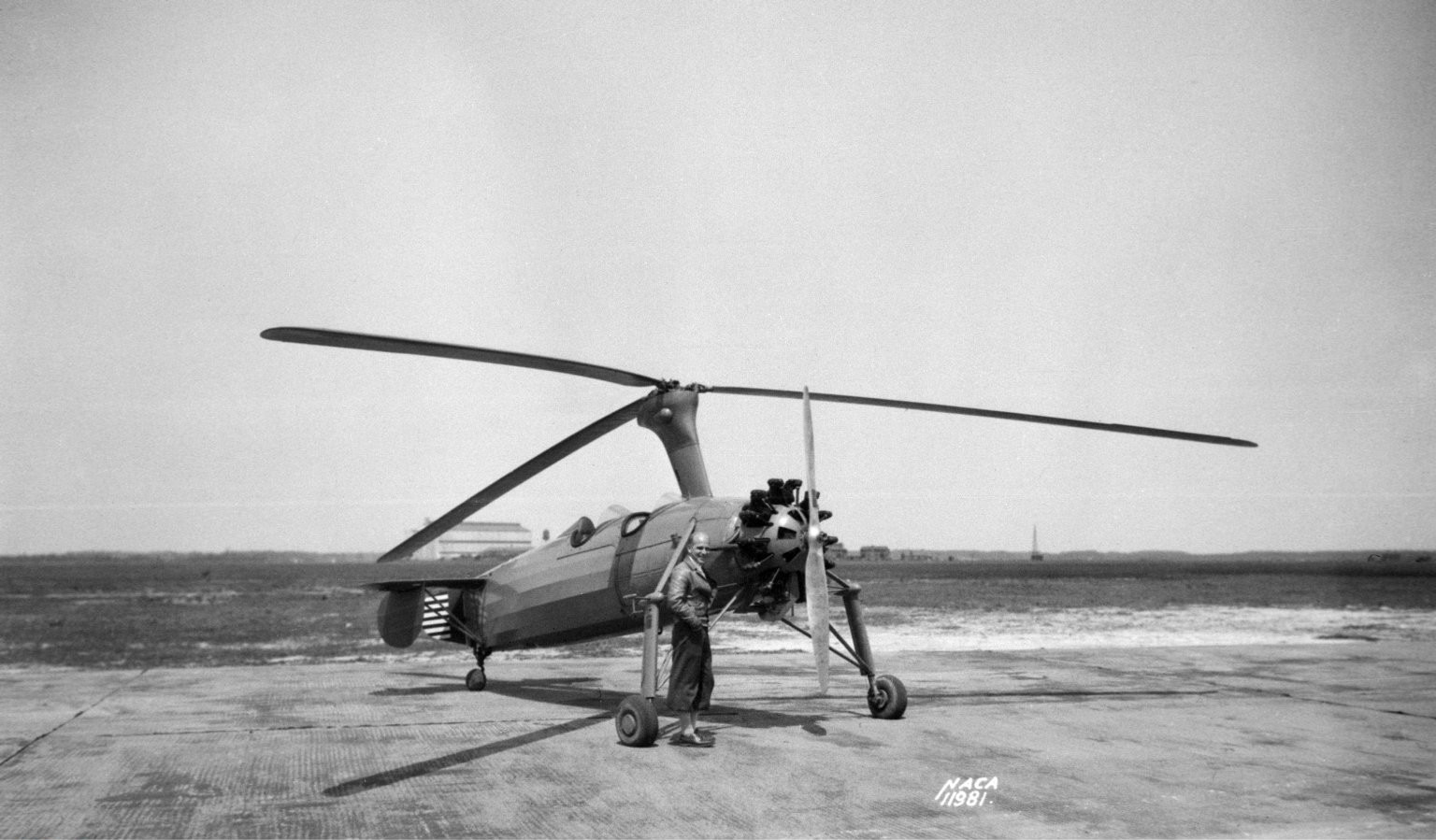
Un YG-1, à Langley.

- KD-1 : Prototype. Un exemplaire construit ;
- KD-1A : Version commerciale, avec un cockpit ouvert et un moteur en étoile Jacobs L-4 de 225 ch (168 kW). Produit à trois exemplaires ;
- KD-1B : Version commerciale, avec un cockpit fermé, produite à deux exemplaires ;
- YG-1 : Désignation de l'US Army Air Corps pour un exemplaire acquis pour évaluations ;
- YG-1A : Un exemplaire de l'YG-1 doté d'un équipement radio ;

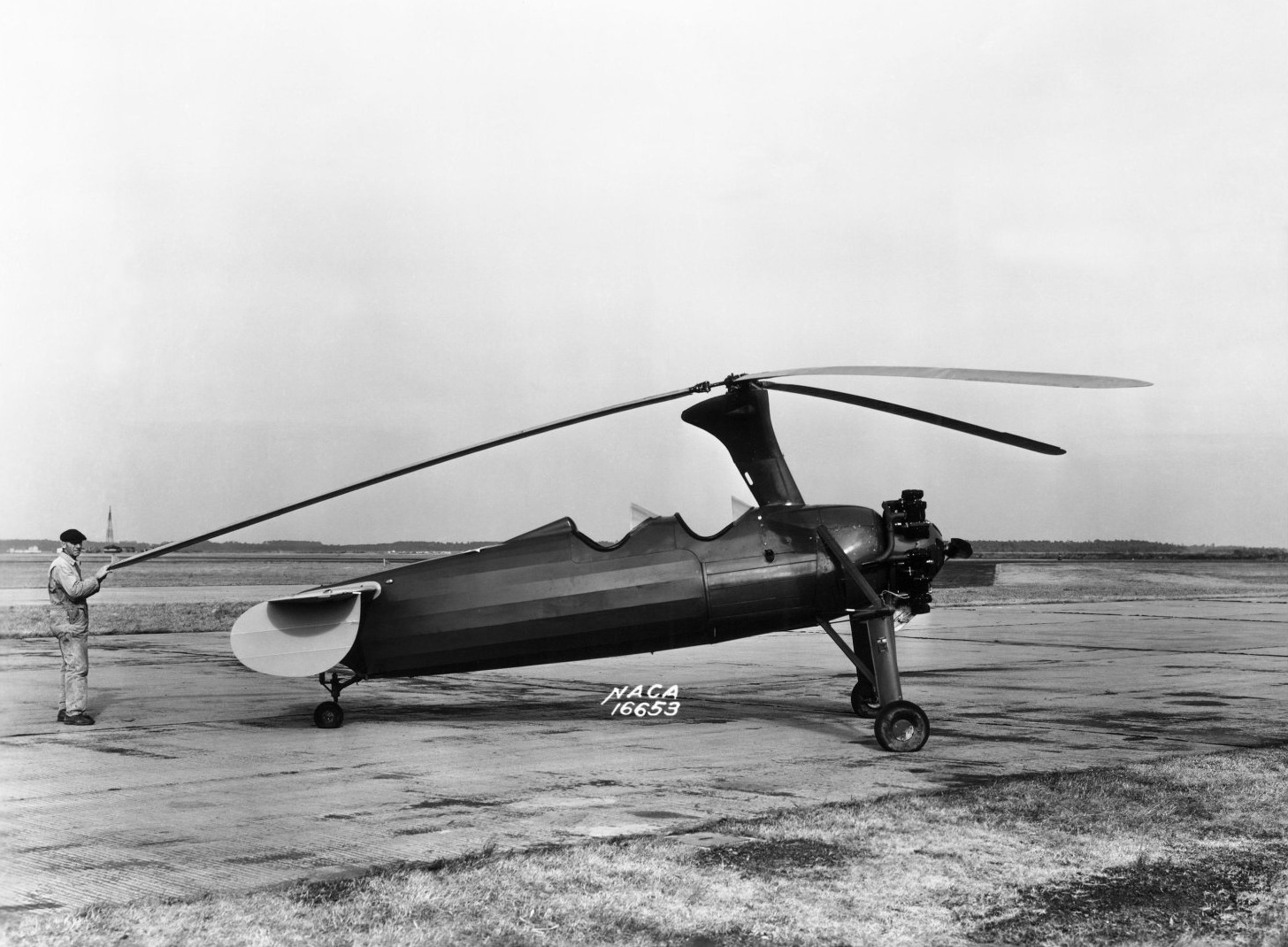
Un YG-1B, à Langley.

- YG-1B : Version de production pour l'US Army Air Corps, produite à sept exemplaires ;
- YG-1C : Un YG-1B modifié avec une hélice à vitesse constante pour évaluation, plus tard redésigné XR-2 ;
- XO-60 : Version de production pour l'US Army Air Corps, équipée d'un moteur Jacobs R-755 de 225 ch (168 kW) et produite à sept exemplaires ;
- YO-60 : Six XO-60 rééquipés avec des Jacobs R-915-3 de 300 ch (220 kW) ;
- XR-2 : Nouvelle désignation de l'YG-1C, après qu'il reçût un Jacobs R-915-3 de 300 ch ;
- XR-3 : Un YG-1B modifié au standard XR-2 pour évaluations ;
- Kayaba Ka-Go : Prototype d'autogire japonais basé sur une structure de KD-1A réparée par le constructeur Kayaba
- Kayaba Ka-1 : Version dérivée du Ka-Go, produite en série pour l'armée impériale japonaise.

## Utilisateurs
- États-Unis :
  - Eastern Air Lines ;
  - United States Army Air Corps ;
  - United States Border Patrol ;
  - Propriétaires privés.

## Exemplaire préservé
Un XO-60 est exposé au Steven F. Udvar-Hazy Center, à Chantilly, en Virginie, aux États-Unis.

### Articles
- (en) Howard Levy, « Kellett Gyrations - Part 1 », Aeroplane Monthly,‎ novembre 1995, p. 24–29.
- (en) Howard Levy, « Kellett Gyrations - Part 2 », Aeroplane Monthly,‎ novembre 1995, p. 36–39.